# Associazione Calcio Padova 1910-1911
Questa pagina raccoglie i dati riguardanti l'Associazione Calcio Padova nelle competizioni ufficiali della stagione 1910-1911.

## Rosa
| N. |                   | Ruolo | Calciatore             |
| -- | ----------------- | ----- | ---------------------- |
|    | Italia (bandiera) | P     | Bruto Tessari          |
|    | Italia (bandiera) | D     | Giustiniano Bellavitis |
|    | Italia (bandiera) | D     | Domenico Marchetti     |
|    | Italia (bandiera) | D     | Guido Pozzi            |
|    | Italia (bandiera) | D     | Lovise                 |
|    | Italia (bandiera) | D     | Venturi                |

| N. |                   | Ruolo | Calciatore                |
| -- | ----------------- | ----- | ------------------------- |
|    | Italia (bandiera) | A     | Giolino Canè              |
|    | Italia (bandiera) | A     | Americo Ceresa            |
|    | Italia (bandiera) | A     | Paquito Cristofoletti     |
|    | Italia (bandiera) | A     | Vittorio Terrabujo        |
|    | Italia (bandiera) | A     | Giorgio Treves de'Bonfili |

## Partite

### Campionato veneto di seconda categoria
| Arbitro: | Masprone (Verona) |

|                                             |           |                       |
| Fasolo 30’ Vallesella 50’ (rig.) Boeche 75’ | Marcatori | 40’ (aut.) Vallesella |

| Arbitro: | Bortoletti (Venezia) |

|  |           |            |
|  | Marcatori | 65’ Boeche |

Le previste due partite contro il Venezia non vengono disputate.

### Statistiche dei giocatori
A completamento delle statistiche vanno conteggiati 2 autogol a favore dei neroazzurri in campionato.
| Giocatore            | Campionato Regionale Veneto | Campionato Regionale Veneto |
| Giocatore            | Presenze                    | Reti                        |
| -------------------- | --------------------------- | --------------------------- |
| G. Bellavitis        | 3                           | 0                           |
| G. Canè              | 3                           | 0                           |
| A. Ceresa            | 3                           | 0                           |
| P. Cristofoletti     | 2                           | 0                           |
| Lovise               | 3                           | 0                           |
| D. Marchetti         | 3                           | 0                           |
| G. Pozzi             | 3                           | 0                           |
| V. Terrabujo         | 3                           | 0                           |
| B. Tessari           | 3                           | -4                          |
| G. Treves de'Bonfili | 3                           | 0                           |
| Venturi              | 2                           | 0                           |